# Quaestor (Rome)
Een quaestor (Latijn: hij die vraagt) was een gekozen publieke vertegenwoordiger, die toezicht hield over de schatkist en financiën van de Romeinse Republiek, alsook over het leger en de officieren. Het ambt is ingericht tijdens de koningstijd van Rome, het zou door Publius Valerius Publicola zijn ingesteld. Het ambt ontwikkelde zich in de loop der eeuwen en werd op verschillende manieren ingevuld. Rond 420 v.Chr. waren er vier quaestoren, die jaarlijks werden gekozen. Rond 267 n.Chr. groeide hun aantal uit tot tien.
Na de hervormingen van de dictator Lucius Cornelius Sulla (de leider van de optimates) in 81 v.Chr. werd de minimumleeftijd voor quaestoren voor patriciërs 28 jaar en voor plebejers (of plebs) 30 jaar. Een verkiezing tot quaestor betekende automatisch lidmaatschap van de Senaat.
Tegenwoordig wordt de term in het studentenleven nog gebruikt om de penningmeester of (minder gebruikelijk) abactis van een presidium aan te duiden.